# Saint-Marcel-lès-Annonay
Pour les articles homonymes, voir Saint-Marcel.
Saint-Marcel-lès-Annonay est une commune française, située dans le nord du département de l'Ardèche en région Auvergne-Rhône-Alpes.
Le village central se trouve à 8 km au nord-ouest de la ville d'Annonay sur la route qui relie cette ville à Saint-Étienne par le col de la République. C'est l'ex-route nationale 82 appelée autrefois « La Route Bleue ».

## Géographie

### Situation et description
La commune de Saint-Marcel s'étend ses 16 km2 de part et d'autre de la Deûme, qui se jette ensuite dans la Cance à Annonay.

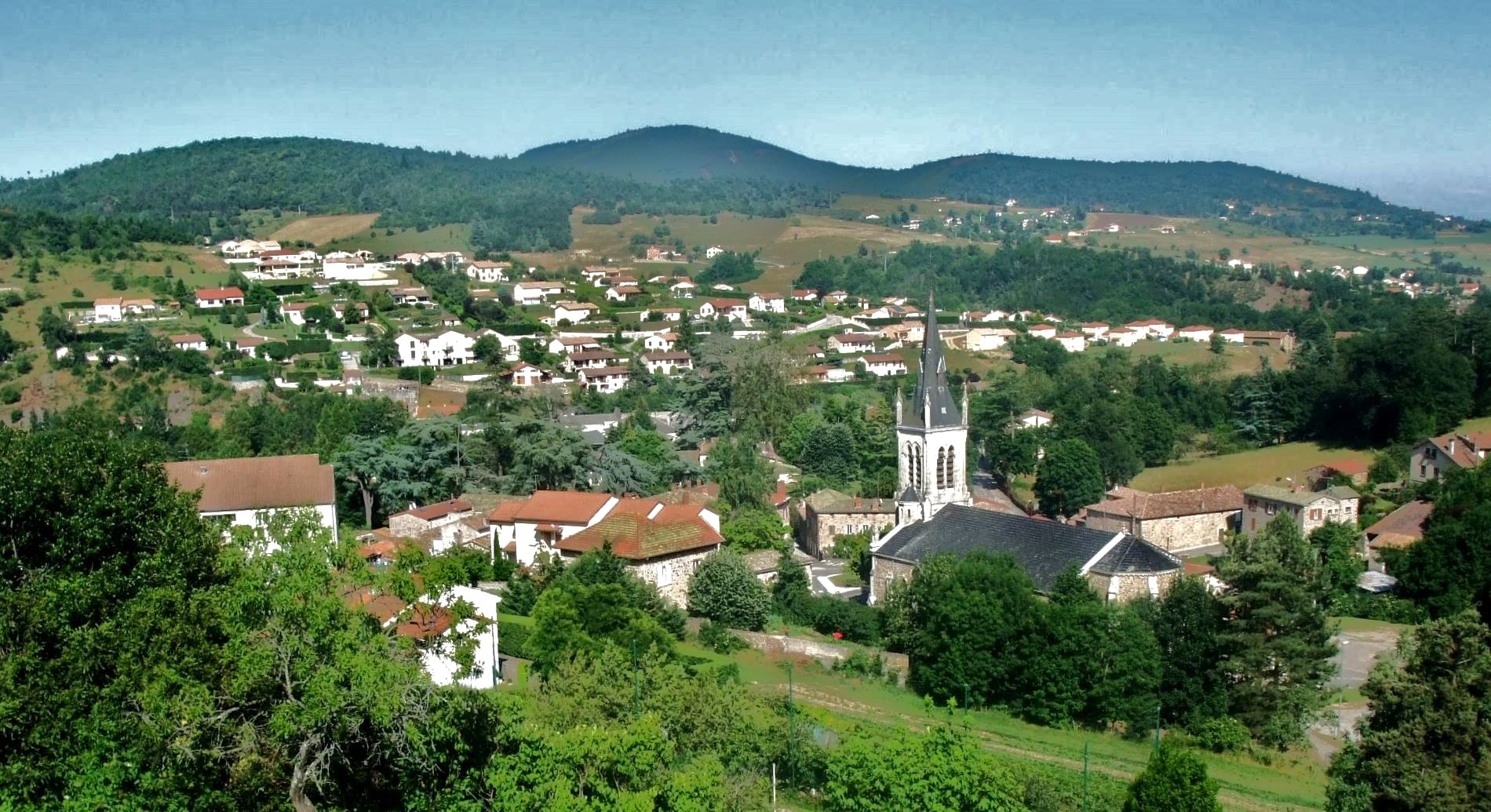
Les constructions ont maintenant essaimé de part et d'autre de la Deûme et autour des hameaux.

| - OpenStreetMap Limite communale |

Le chef-lieu s'est installé dans la vallée à proximité du confluent entre la Deûme et le Ternay. Mais son habitat le plus ancien s'est d'abord regroupé à mi-pente sur la rive droite. Le village s'est ensuite développé plus bas, pour se rapprocher des usines papetières et de la route nationale. Dans ces dernières décennies, les constructions nouvelles ont essaimé de part et d'autre de cet axe central.
À l'extérieur du village central, la commune s'étend en reliefs dans trois directions. À l'est, elle remonte le long du ruisseau de Sassolas jusqu'au col du Fayet. Au nord, la commune se trouve copropriétaire du lac du Ternay avec Savas. Au sud-ouest, Saint-Marcel approche de la Croix de Chirol et voisine avec les hameaux de Boulieu-lès-Annonay. Plusieurs hameaux ont fixé la population, ancienne ou nouvelle: à Blanchard, Chavannes, Concise, Ecuville, Sassolas...

### Climat
Pour des articles plus généraux, voir Climat d'Auvergne-Rhône-Alpes et Climat de l'Ardèche.
En 2010, le climat de la commune est de type climat méditerranéen altéré, selon une étude du CNRS s'appuyant sur une série de données couvrant la période 1971-2000. En 2020, Météo-France publie une typologie des climats de la France métropolitaine dans laquelle la commune est exposée à un climat de montagne ou de marges de montagne et est dans la région climatique Sud-est du Massif Central, caractérisée par une pluviométrie annuelle de 1 000 à 1 500 mm, minimale en été, maximale en automne.
Pour la période 1971-2000, la température annuelle moyenne est de 11 °C, avec une amplitude thermique annuelle de 17,2 °C. Le cumul annuel moyen de précipitations est de 877 mm, avec 8,5 jours de précipitations en janvier et 5,9 jours en juillet. Pour la période 1991-2020, la température moyenne annuelle observée sur la station météorologique installée sur la commune est de 11,1 °C et le cumul annuel moyen de précipitations est de 826,4 mm,. Pour l'avenir, les paramètres climatiques de la commune estimés pour 2050 selon différents scénarios d'émission de gaz à effet de serre sont consultables sur un site dédié publié par Météo-France en novembre 2022.
| Mois                                  | jan.           | fév.           | mars         | avril         | mai           | juin          | jui.          | août          | sep.          | oct.            | nov.          | déc.             | année     |
| ------------------------------------- | -------------- | -------------- | ------------ | ------------- | ------------- | ------------- | ------------- | ------------- | ------------- | --------------- | ------------- | ---------------- | --------- |
| Température minimale moyenne (°C)     | −0,7           | −0,6           | 2,1          | 4,8           | 8,5           | 11,9          | 13,9          | 13,7          | 10,3          | 7,5             | 3,1           | 0,4              | 6,2       |
| Température moyenne (°C)              | 2,6            | 3,5            | 7,2          | 10,3          | 14,2          | 18,1          | 20,4          | 20            | 15,7          | 11,5            | 6,5           | 3,5              | 11,1      |
| Température maximale moyenne (°C)     | 5,9            | 7,6            | 12,3         | 15,9          | 19,9          | 24,3          | 26,9          | 26,3          | 21            | 15,6            | 9,9           | 6,6              | 16        |
| Record de froid (°C) date du record   | −20 16.01.1985 | −19 11.02.1956 | −15 01.03.05 | −6 08.04.03   | −2 23.05.1987 | 1 04.06.1984  | 2 10.07.1954  | 2 25.08.1979  | 0 26.09.1972  | −4,5 31.10.1997 | −9 23.11.1988 | −16,2 28.12.1962 | −20 1985  |
| Record de chaleur (°C) date du record | 18,7 10.01.15  | 21,3 18.02.22  | 26 31.03.21  | 35 16.04.1949 | 33,2 13.05.15 | 38,3 27.06.19 | 40,6 24.07.19 | 40,6 24.08.23 | 34,4 04.09.23 | 31,1 09.10.23   | 22,1 14.11.23 | 17,9 15.12.19    | 40,6 2023 |
| Précipitations (mm)                   | 54,1           | 38,9           | 42,1         | 65,1          | 78,8          | 65,7          | 60,4          | 62            | 93            | 109,5           | 104,4         | 52,4             | 826,4     |

### Hydrographie

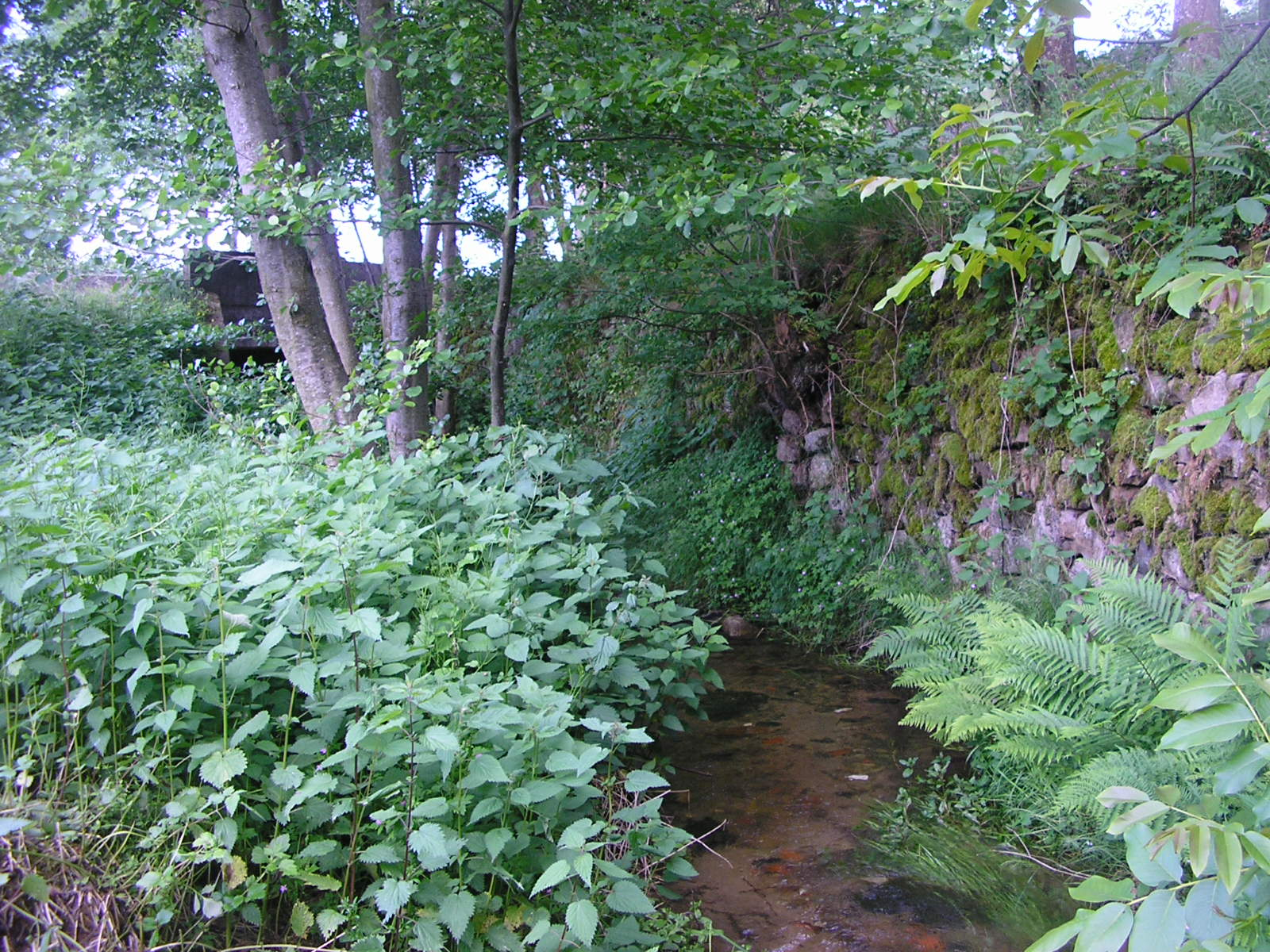
Le Ternay à Saint-Marcel-lès-Annonay.

Le territoire communal est traversé par le Ternay, petite rivière qui prend sa source près du col de l'Œillon dans la Loire.

## Urbanisme

### Typologie
Au 1er janvier 2024, Saint-Marcel-lès-Annonay est catégorisée commune rurale à habitat dispersé, selon la nouvelle grille communale de densité à 7 niveaux définie par l'Insee en 2022.
Elle appartient à l'unité urbaine d'Annonay, une agglomération intra-départementale dont elle est une commune de la banlieue,. Par ailleurs la commune fait partie de l'aire d'attraction d'Annonay, dont elle est une commune de la couronne,. Cette aire, qui regroupe 37 communes, est catégorisée dans les aires de 50 000 à moins de 200 000 habitants,.

### Occupation des sols
L'occupation des sols de la commune, telle qu'elle ressort de la base de données européenne d’occupation biophysique des sols Corine Land Cover (CLC), est marquée par l'importance des forêts et milieux semi-naturels (55,4 % en 2018), une proportion sensiblement équivalente à celle de 1990 (55,3 %). La répartition détaillée en 2018 est la suivante : 
forêts (50,3 %), prairies (20,8 %), zones agricoles hétérogènes (17,5 %), milieux à végétation arbustive et/ou herbacée (5,1 %), zones industrielles ou commerciales et réseaux de communication (3,5 %), zones urbanisées (2,2 %), eaux continentales (0,7 %).
L'évolution de l’occupation des sols de la commune et de ses infrastructures peut être observée sur les différentes représentations cartographiques du territoire : la carte de Cassini (XVIIIe siècle), la carte d'état-major (1820-1866) et les cartes ou photos aériennes de l'IGN pour la période actuelle (1950 à aujourd'hui).

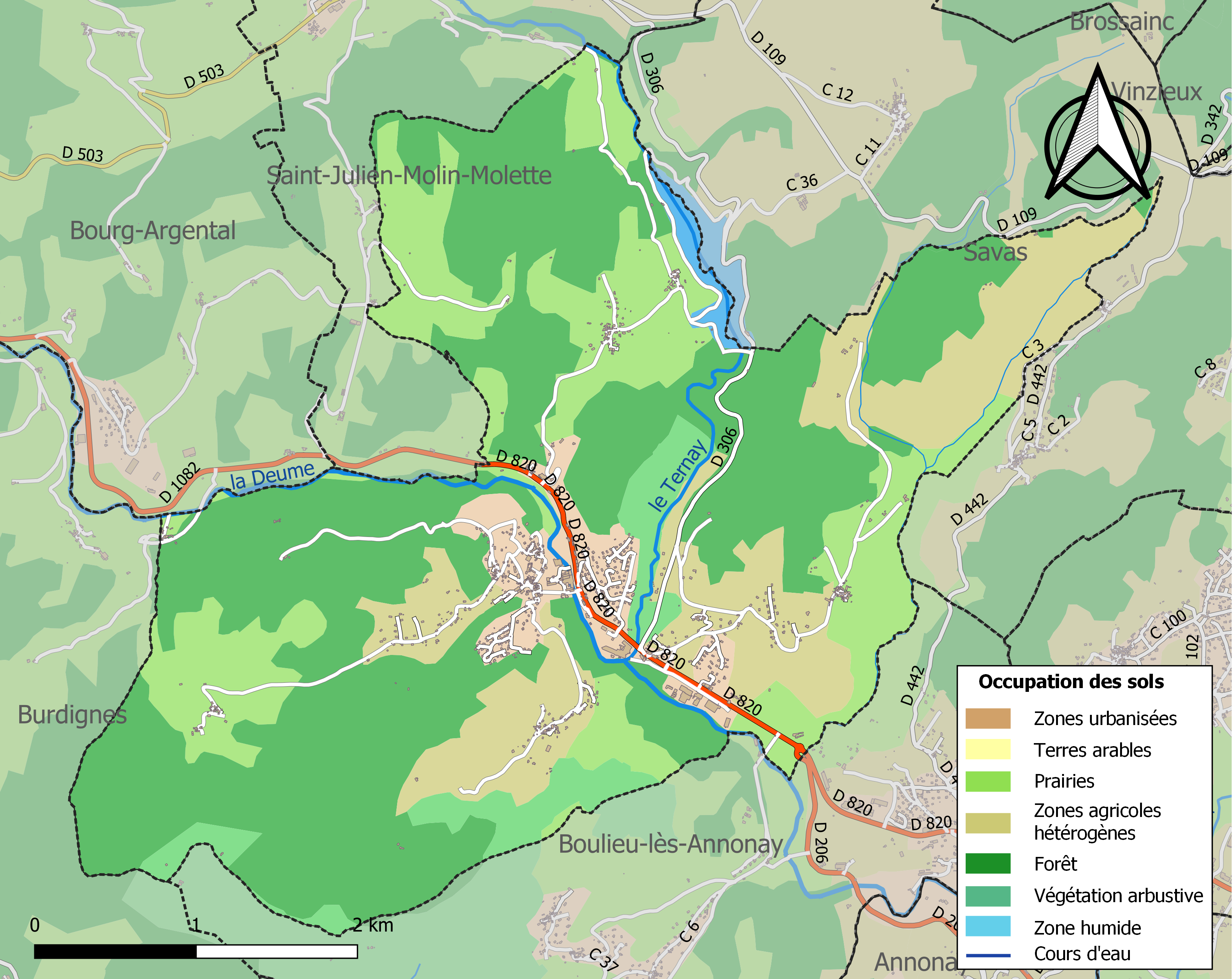
Carte des infrastructures et de l'occupation des sols de la commune en 2018 (CLC).

## Histoire

### Un village sans doute ancien

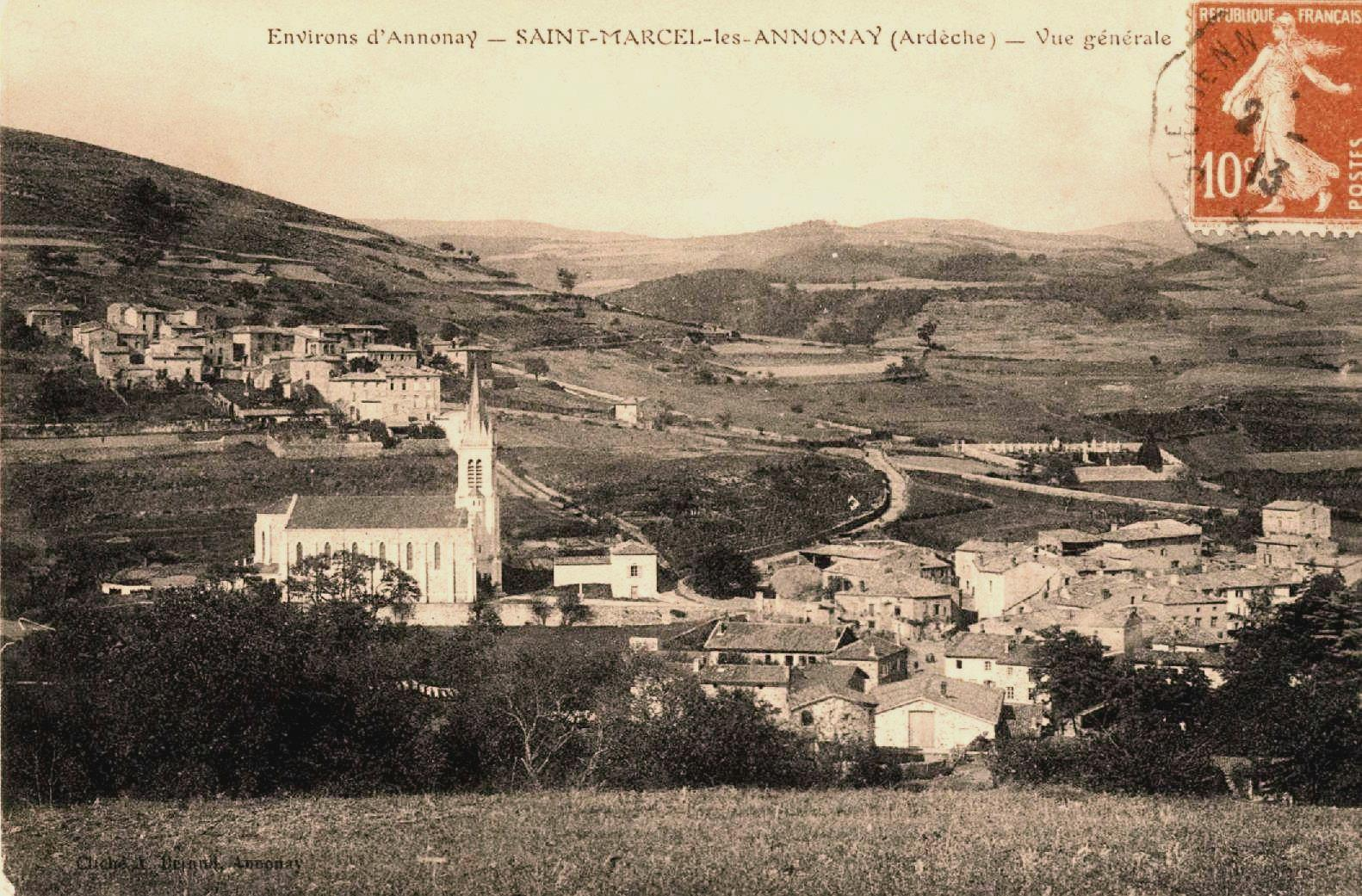
Le village du haut (avec encore son ancienne église) a été l'habitat le plus ancien.

Les premières attestations écrites de l'existence de Saint-Marcel proviennent des archives de l'église de Vienne : elle reçoit en 972 des biens "situés dans l'ager d'Annonay, à la villa dite monasterium Santi Marcelli". En 1523, l'Église de Saint-Marcel paye toujours une redevance à l'Église de Vienne.

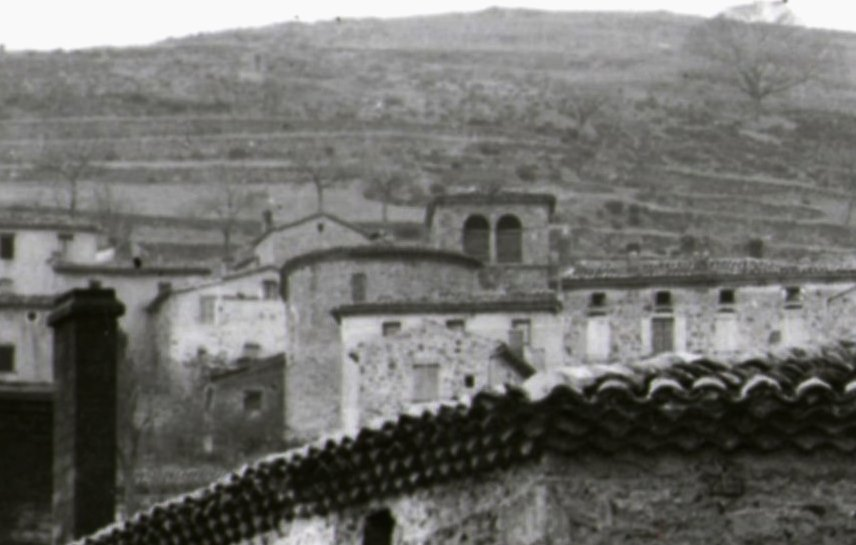
L'ancienne église était toujours debout au début du XX.

En 1762, le curé de Saint-Marcel écrit à un correspondant: "Le pays est pauvre. Les deux tiers des fonds sont occupés par des propriétaires qui résident ailleurs. Les plus belles prairies appartiennent à M. le prince de Rohan-Soubise. Gardache, maison isolée, appartient à M. Desfrançois de Lolme, seigneur de Lolme. Le pays produit du seigle, du vin, et le peuple, qui est fort laborieux, vivote tout doucement, car le terrain est extrêmement ingrat."
Pour la répartition de l'habitat, on sait au moins qu'au niveau de l'habitat du chef-lieu, c'est le "village du haut" qui est le plus ancien. C'est là en tout cas que se trouvait l'église précédente qui a été démolie en début de XXe siècle. L'église actuelle a été construite en 1894, un peu plus bas dans l'agglomération où se situent maintenant aussi la mairie, l'école et la bibliothèque.

### Des usines papetières
Les eaux des rivières venant de régions granitiques sont très pures : leurs propriétés industrielles sont reconnues depuis plusieurs siècles. Elles ont permis l'essor, dans la région d'Annonay, des tanneries et des papeteries. C'est ainsi que des membres de la famille papetière des Montgolfier sont venus ouvrir deux usines à Saint-Marcel: en 1807 près du village, puis en 1911 au Moulin du Roy. Ces industries ont permis à la population de se maintenir pendant longtemps à plus de 1000 habitants. Le village s'est alors davantage développé dans la vallée. Mais au XXe siècle, les papeteries n'ont plus réussi à compenser l'exode rural et Saint-Marcel n'avait plus que 734 habitants en 1970.

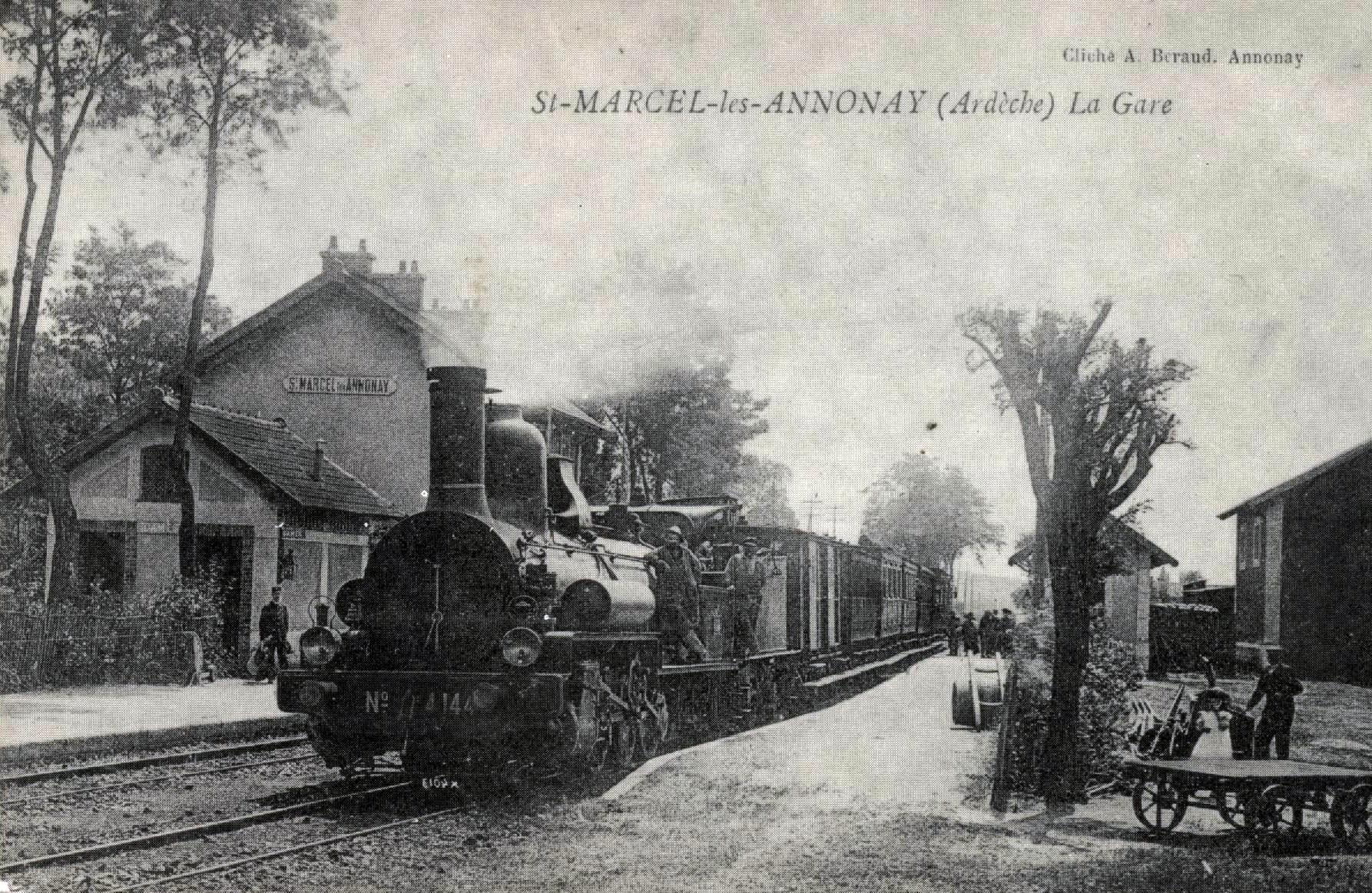
La voie ferrée a rythmé les journées pendant à peu près un siècle.

### Le temps du chemin de fer
Le chemin de fer a desservi Saint-Marcel à partir de 1885, avec le prolongement de la ligne PLM d'Annonay jusqu'à Firminy. Elle a connu sa fréquentation maximum dans les années 1920 avec 8 allers ou retours quotidiens. Mais l'exploitation de ce tronçon n'a jamais été rentable et sa fréquentation a baissé peu à peu. La ligne a été fermée aux voyageurs en 1940. La voie qui montait au-delà de Bourg-Argental a été déposée en 1954. La ligne restante a été fermée aux marchandises en 1987.
Le bâtiment de l'ancienne gare est encore visible sur le site de la scierie.

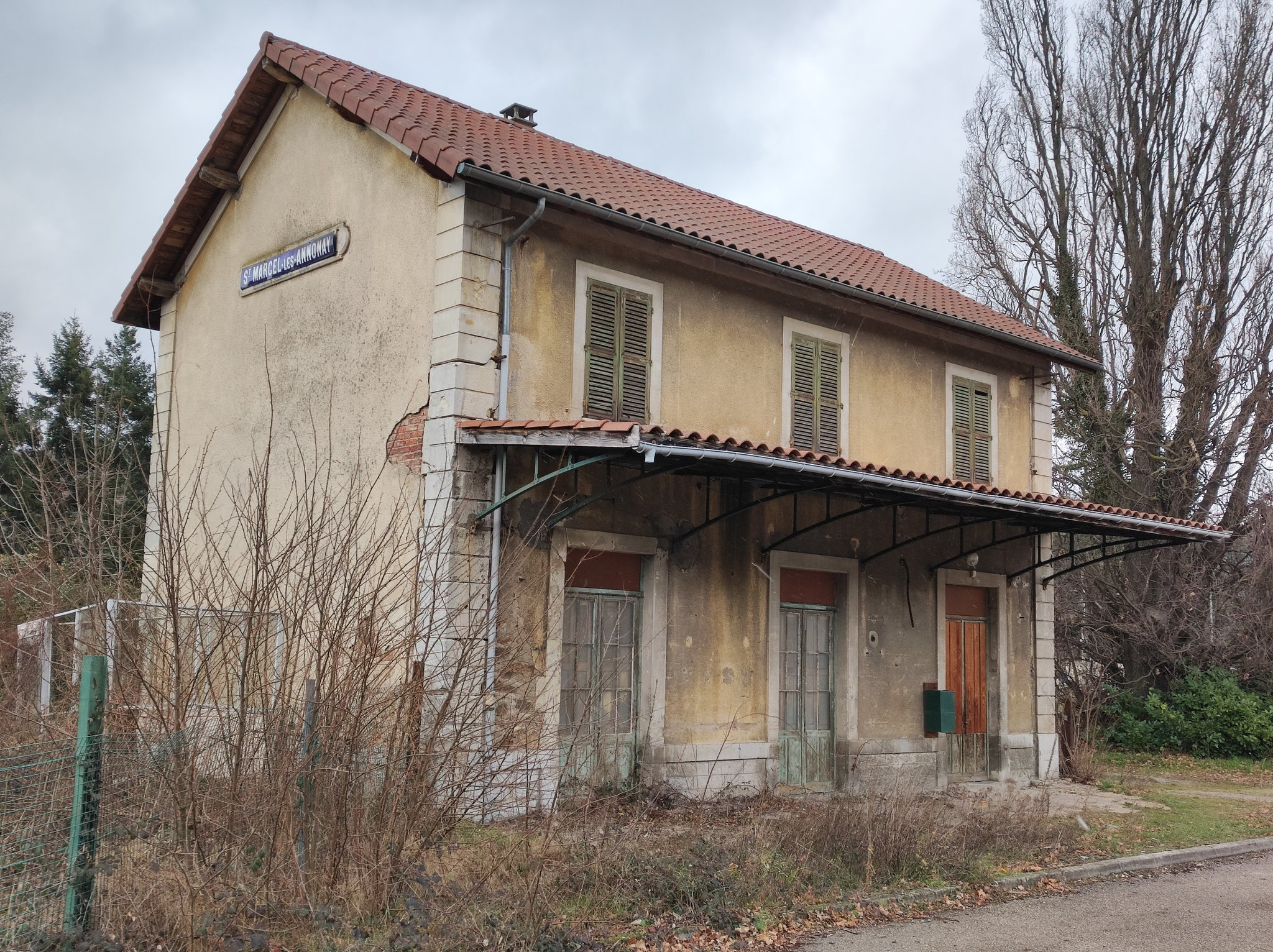
Gare de Saint-Marcel-les-Annonay en 2024.

Le tracé de l'ancienne voie a été urbanisé dans sa traversée du village. Mais en campagne, il subsiste et est devenu chemin de terre. Depuis 2019, le tracé a été aménagé en piste cyclable nommée Via Fluvia. 

### Une évolution résidentielle
Depuis les années 1980, la commune, autrefois uniquement agricole et industrielle, est devenue aussi résidentielle et a vu sa population rapidement augmenter, au point de doubler entre 1970 et 2013. Aux éléments traditionnels du patrimoine bâti se sont rajoutés des immeubles et des lotissements modernes. Des équipements publics ont été construits et continuent de l'être. Des commerces ont refait aussi leur apparition. La vie associative a connu aussi un regain d'activité.

## Politique et administration

### Liste des maires
| Période                                  | Période   | Identité       | Étiquette | Qualité                              |
| ---------------------------------------- | --------- | -------------- | --------- | ------------------------------------ |
| mai 2001                                 | mars 2008 | Claude Grenier |           |                                      |
| mars 2008                                | mai 2020  | Alain Archier  |           | Retraité salarié du secteur privé    |
| mai 2020                                 | en cours  | Laurence Dumas |           | Employée administrative d'entreprise |
| Les données manquantes sont à compléter. |           |                |           |                                      |

## Population et société

### Démographie
L'évolution du nombre d'habitants est connue à travers les recensements de la population effectués dans la commune depuis 1793. Pour les communes de moins de 10 000 habitants, une enquête de recensement portant sur toute la population est réalisée tous les cinq ans, les populations de référence des années intermédiaires étant quant à elles estimées par interpolation ou extrapolation. Pour la commune, le premier recensement exhaustif entrant dans le cadre du nouveau dispositif a été réalisé en 2004.

En 2022, la commune comptait 1 378 habitants, en évolution de −3,57 % par rapport à 2016 (Ardèche : +2,48 %, France hors Mayotte : +2,11 %).
| 1793 | 1800 | 1806 | 1821 | 1831 | 1836 | 1841 | 1846 | 1851  |
| ---- | ---- | ---- | ---- | ---- | ---- | ---- | ---- | ----- |
| 635  | 478  | 611  | 825  | 932  | 921  | 948  | 970  | 1 076 |

| 1856  | 1861  | 1866  | 1872  | 1876  | 1881  | 1886  | 1891  | 1896  |
| ----- | ----- | ----- | ----- | ----- | ----- | ----- | ----- | ----- |
| 1 145 | 1 210 | 1 118 | 1 044 | 1 010 | 1 077 | 1 097 | 1 087 | 1 105 |

| 1901  | 1906  | 1911  | 1921 | 1926 | 1931 | 1936 | 1946 | 1954 |
| ----- | ----- | ----- | ---- | ---- | ---- | ---- | ---- | ---- |
| 1 133 | 1 078 | 1 005 | 860  | 842  | 863  | 858  | 866  | 811  |

| 1962 | 1968 | 1975 | 1982 | 1990  | 1999  | 2004  | 2006  | 2009  |
| ---- | ---- | ---- | ---- | ----- | ----- | ----- | ----- | ----- |
| 782  | 750  | 734  | 962  | 1 152 | 1 189 | 1 223 | 1 226 | 1 351 |

| 2014  | 2019  | 2022  | - | - | - | - | - | - |
| ----- | ----- | ----- | - | - | - | - | - | - |
| 1 433 | 1 384 | 1 378 | - | - | - | - | - | - |

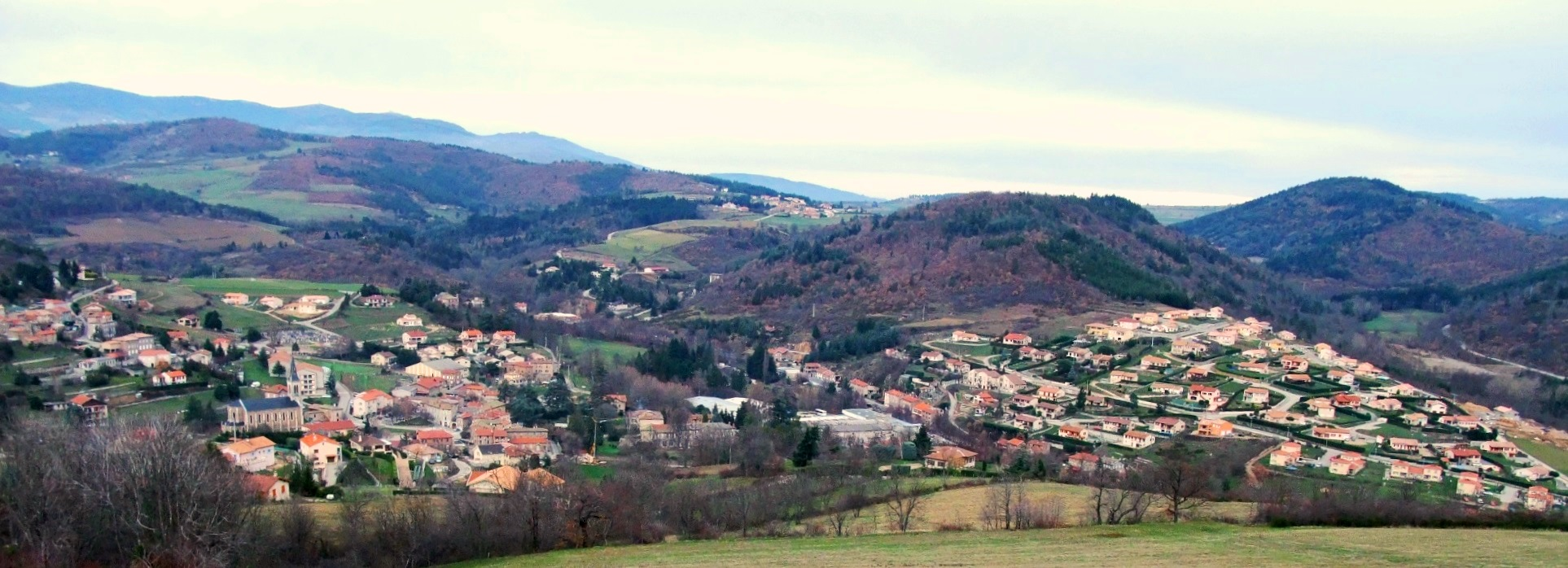
L'habitat est maintenant également réparti entre les deux rives de la Deûme.

Au début des années 1800, la commune de Saint-Marcel comptait autour de 600 habitants répartis en plusieurs hameaux. Le XIXe siècle a vu ce nombre augmenter progressivement jusqu'à se stabiliser autour de 1100 habitants jusque dans les années 1900. La présence des usines n'est pas arrivée ensuite à compenser totalement l'exode rural : Saint-Marcel ne comptait plus en 1975 que 734 habitants. La construction de villas a ensuite inversé rapidement le processus avec une population qui a presque doublé depuis avec 1399 habitants en 2013.

### Services publics et commerces
- École publique 2 classes. École Saint-Joseph 5 classes. Cantine et garderie municipales. Centre de loisirs intercommunal. Transport scolaire en syndicat intercommunal SIVD. Bibliothèque L'île aux Histoires. Salle des jeunes. Aire de pique-nique au bord de la départementale.
- Centre commercial communautaire au bord de la départementale : boulangerie, pizzeria.

### Vie associative

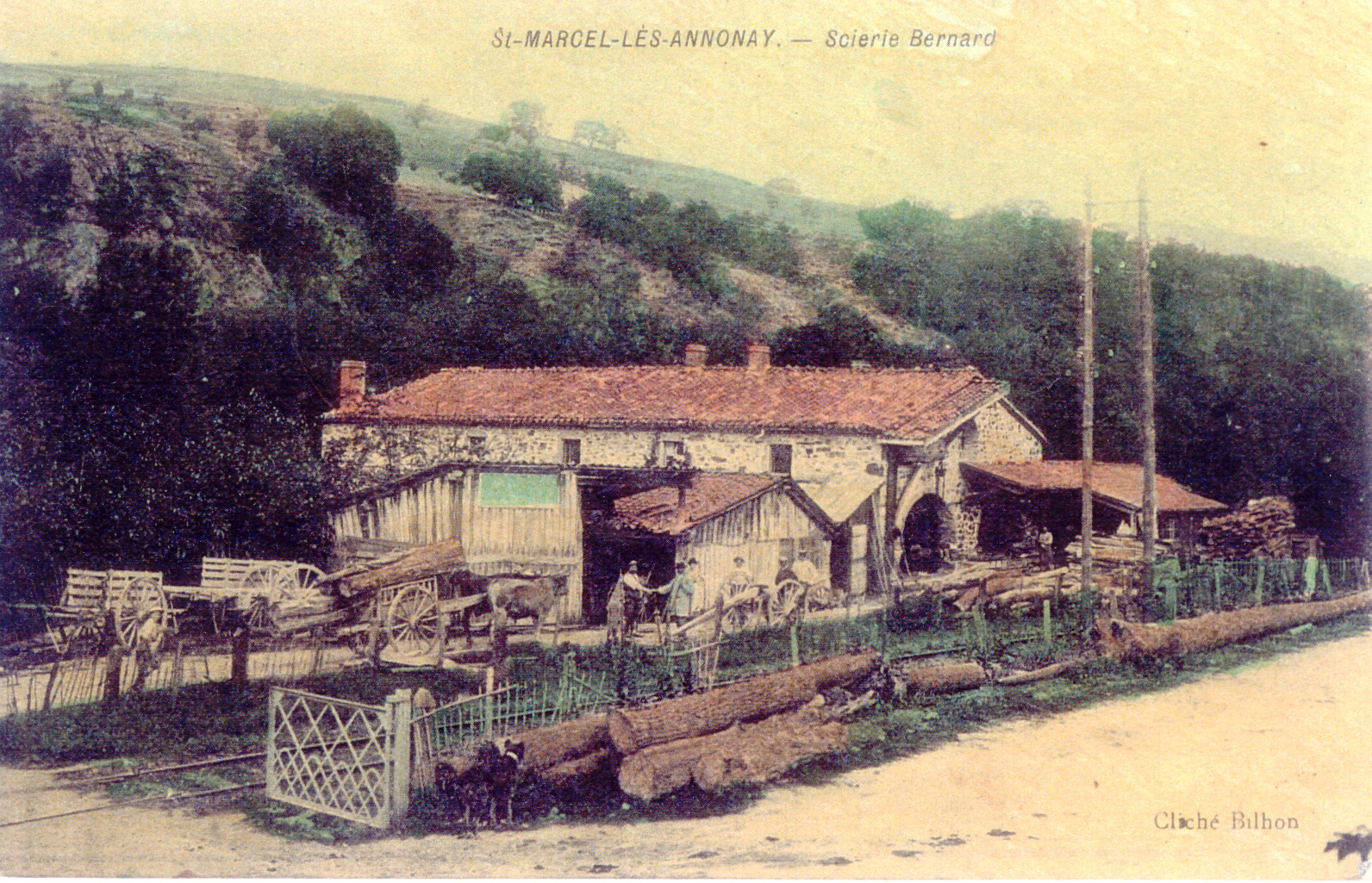
L'ancienne scierie Bernard est devenue salle d'activités culturelles.

La commune de Saint-Marcel rassemble une vingtaine d'associations.
ACCA, Amicale des sapeurs pompiers (depuis 1942), Anciens combattants (1970), Comité des Fêtes, club des Genêts (1989), Amicale laïque, Ogec, Association des Familles Rurales activités enfants, adultes et centre de loisirs, Conscrits, Basket ESSM Étoile Sportive de St-Marcel (1923), Société de pêche le Scion (1936), Amicale Boules, Volley-ball AVSM (1994), La Foulée des Sous-Bois (1997), Amicale Rallye Sport (2012), M.B. Sport Auto., Danse avec les mots (2007), Si Sam Chante (2013), le Petit Pinceau (2005).

### Une bibliothèque très fréquentée

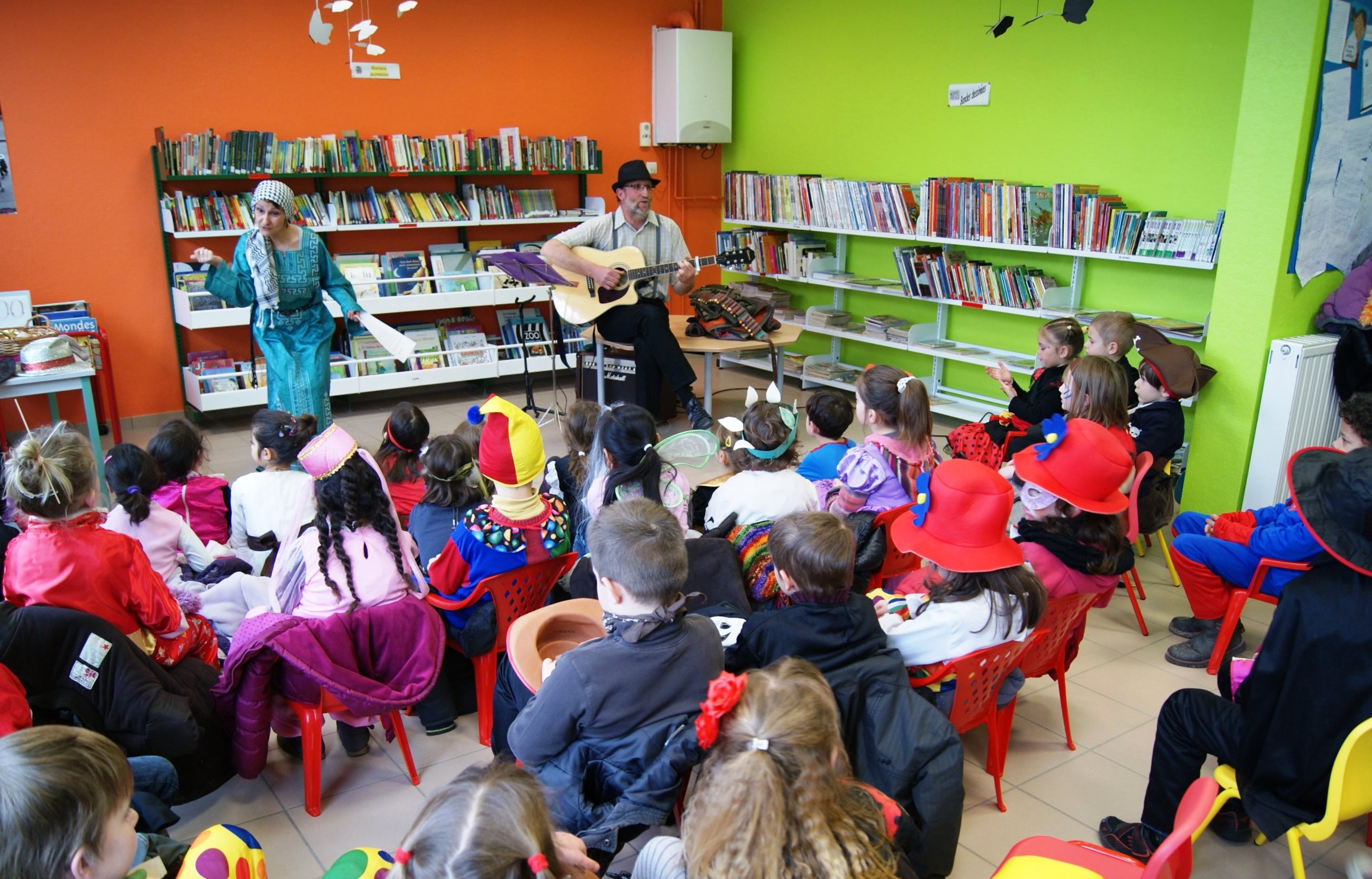
La Bibliothèque est devenu centre d'animation.

La Bibliothèque "L'île aux histoires" a ouvert ses portes à l'automne 2000, dans un local rénové au centre village et avec une bibliothécaire à mi-temps dès sa création. Cet investissement culturel ne semble pas avoir été inutile: près de 500 habitants y sont inscrits en 2013. Les deux écoles se sont habituées à y amener régulièrement leurs élèves, pour des emprunts de livres ou des animations. Mais la Bibliothèque évolue avec le monde moderne: en plus d'un stock de 5000 livres, elle propose aussi en prêt 1200 CD et 300 DVD. La plupart de ces documents proviennent de la Bibliothèque départementale. Mais L'île aux histoires achète aussi des ouvrages, en particulier les nouveautés qui sont les plus demandées.

### Événements

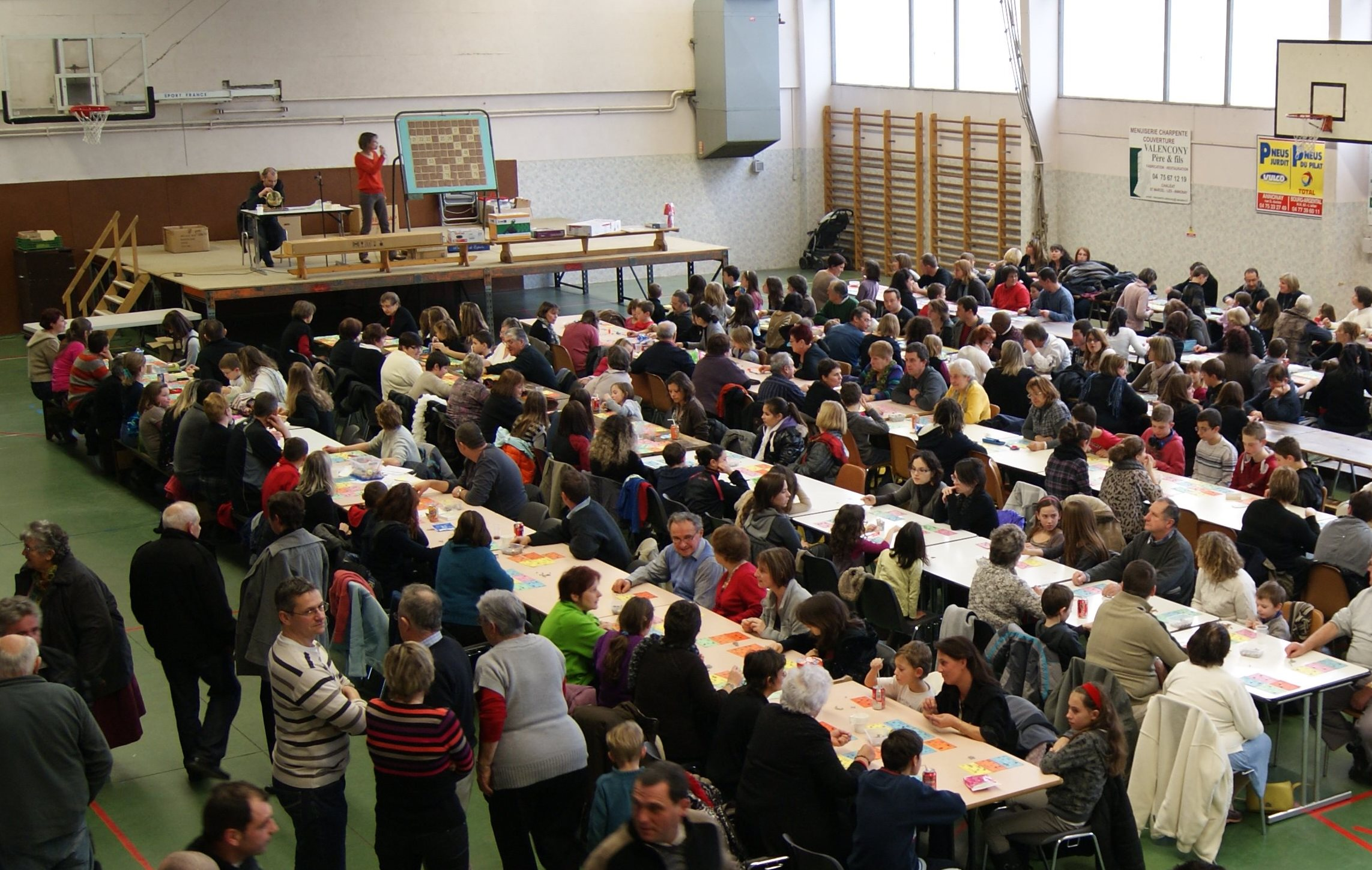
Un loto de l'Ogec très fréquenté.

- en avril : Salon des Arts et loisirs créatifs (Danse avec les Mots)
- en mai : Salon du Livre (Danse avec les Mots)
- en septembre : Salon gourmand (Danse avec les Mots)
- en octobre : enduro moto quad outdoor (Ogec)
- en octobre : Foulée des Sous-bois (La Foulée des Sous-Bois)
- en décembre : Fête des Illuminations (Comité des Fêtes)

### Enseignement
La commune est rattachée à l'académie de Grenoble.

### Médias
Deux journaux sont distribués dans les réseaux de presse desservant la commune :
- L'Hebdo de l'Ardèche est un journal hebdomadaire français basé à Valence. Il couvre l'actualité de tout le département de l'Ardèche.
- Le Dauphiné libéré est un journal quotidien de la presse écrite française régionale distribué dans la plupart des départements de l'ancienne région Rhône-Alpes, notamment l'Ardèche. La commune est située dans la zone d'édition d'Annonay.

### Cultes
L'église de Saint-Marcel-lès-Annonay et la communauté catholique de la commune dépendent de la paroisse Bienheureux Gabriel Longueville, elle-même rattachée au diocèse de Viviers.

## Économie

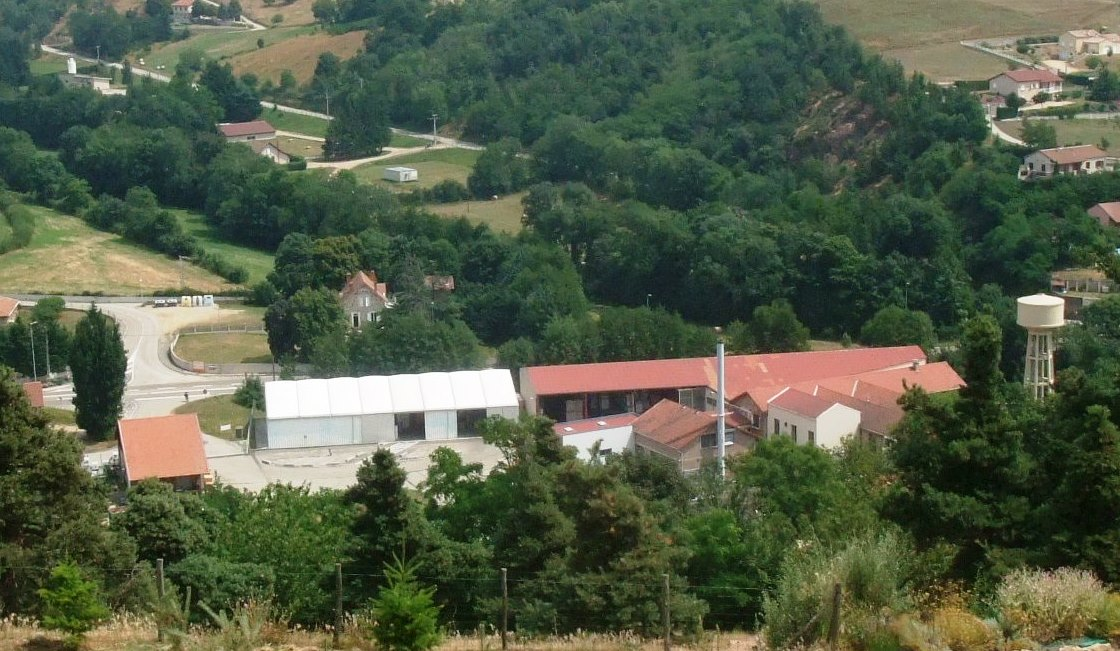
L'usine du Moulin du Roy fabrique toujours des produits Canson.

Au début des années 1800, l'activité papetière de la famille Montgolfier/Canson continuait de se développer à Vidalon, près d'Annonay. Jean-Baptiste de Montgolfier, un neveu d'Étienne, décide alors de fonder sa propre affaire. Il choisit d'implanter son usine dans sa propriété de famille, au bord de la Deûme, L'usine est achevée en 1807. Un siècle après, en 1911, une nouvelle usine est construite un peu plus en aval, au Moulin du Roy3. Elle a fabriqué notamment du papier calque.

Dans les années 1970, la crise des papeteries a abouti à divers regroupements de sites, et notamment en 1976 au sein du groupe Arjomari. 

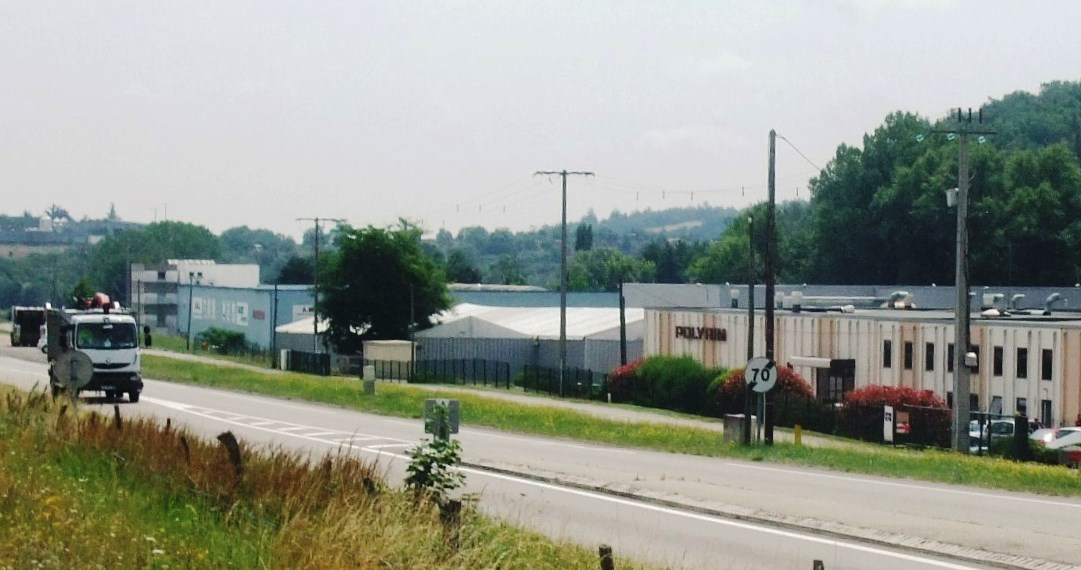
Une zone d'activités aux Prés du Roy.

 En 2013, l'usine de 1807, désaffectée, est en projet de requalification par la commune.
 
L'usine du Moulin du Roy est restée dans la région la seule fabrique des papiers de marque Canson, au sein du groupe Hamelin depuis 2010. Un deuxième site, au Grand Mûrier à Annonay, abrite le siège social, le service commercial et la préparation des expéditions dans 120 pays.
Aujourd'hui, d'autres entreprises se sont installées à Saint-Marcel, dans la zone des Prés du Roy. Notamment Polyrim qui fabrique des pièces plastiques pour poids lourds avec une centaine de salariés. Créée en 1983, elle est un des quatre sites de l'entreprise annonéenne Fichet SA, créée en 1926, et qui emploie en 2014 250 salariés.
On trouve aussi sur cette zone une fabrique de circuits imprimés, une fabrique d'équipements de manutention et de stockage et une entreprise de transports.

## Culture locale et patrimoine

### Le lac du Ternay

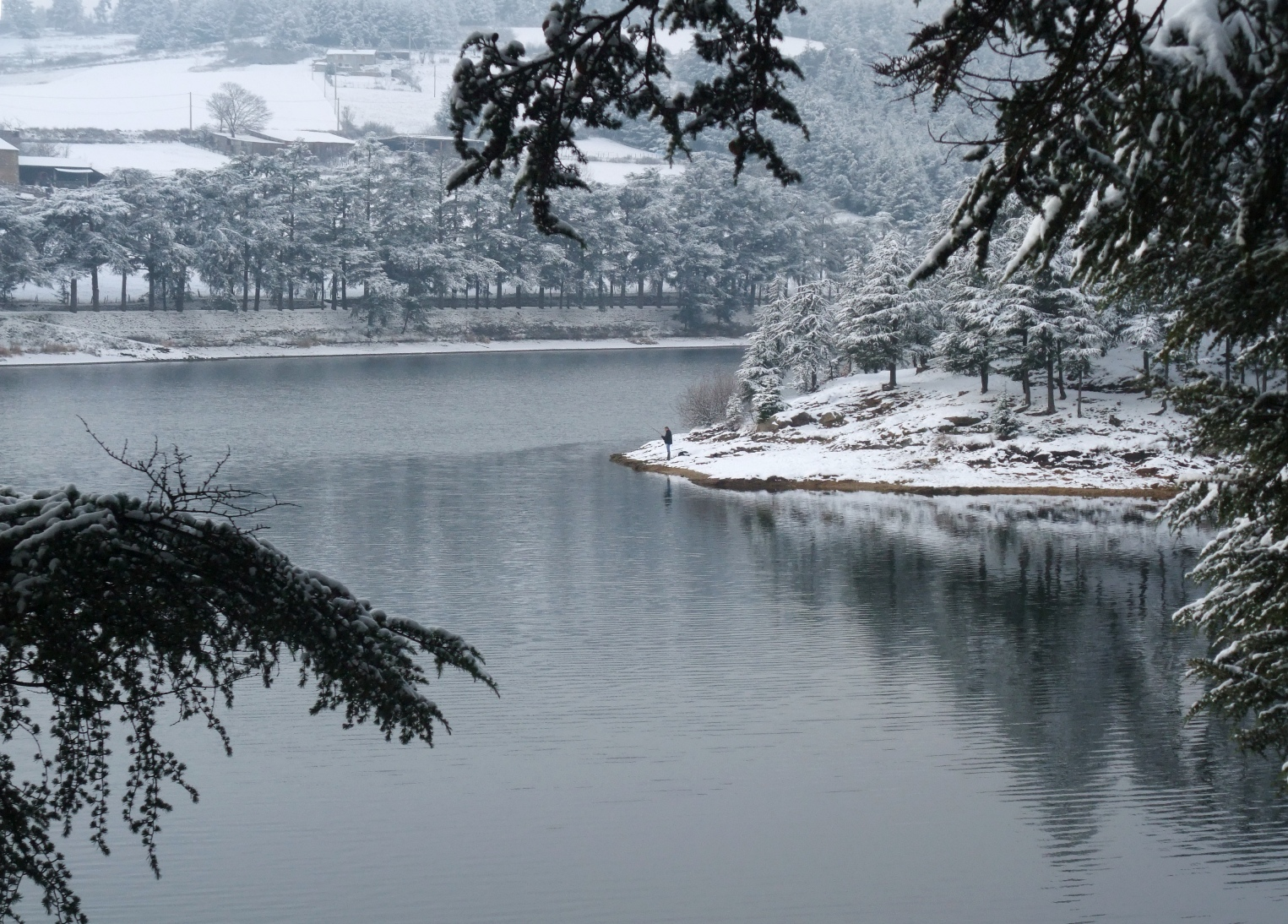
Un lac à la fois utile et agréable.

Ce lac de 1 300 mètres de long inauguré le 19 mai 1867 était chargé d'assurer deux fonctions: la fourniture régulière d'eau motrice aux usines d'Annonay, et l'alimentation en eau potable de ses habitants. Aujourd'hui, ce réservoir de 2,3 millions de m3  ne sert plus beaucoup aux usines en été. Mais il est devenu l’unique source d’eau potable de la commune d’Annonay. Cette eau transite par les "filtres" (usine de traitement des eaux) installés un peu plus bas. Le barrage permet aussi de retenir une partie des pluies violentes en mauvaise saison. Son niveau fluctue donc selon la pluviosité et les besoins estimés. Le petit barrage du fond du lac qui ressort parfois en surface sert à retenir les boues. En 1996, un enrochement complémentaire a permis d'augmenter les capacités du lac.
Pour des raisons d’hygiène, on y interdit la baignade, la navigation et le camping. Mais il est bien utilisé par les pêcheurs, les promeneurs et les sportifs. Son chemin de ronde est ombragé par des cèdres du Liban et quelques sequoias plus que centenaires. Il constitue un lieu apprécié de pique-nique en été.

### L'église saint Marcel

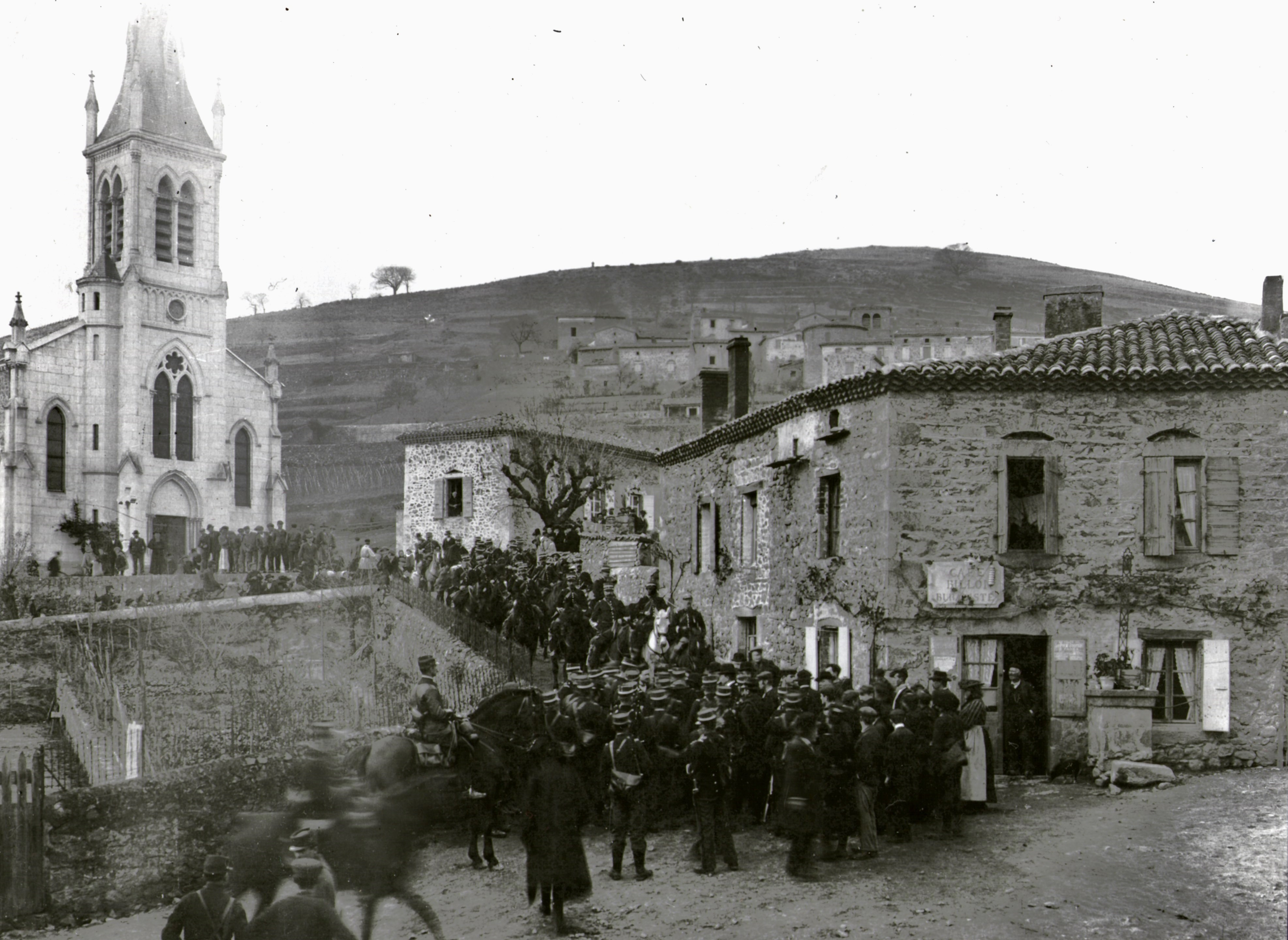
En 1906, la troupe a dû intervenir pour permettre l'Inventaire de l'église.

Cette église néogothique a été construite en 1894 au chef-lieu. En 1906 l'inventaire de l’église prévue dans le cadre de la Loi de séparation des Églises et de l'État a dû s'opérer par la force sous protection militaire. Les portes en portent encore les traces en 2014. Actuellement, l'église dépend de la paroisse catholique « Bienheureux Gabriel Longueville » ,.

### Héraldique
|  | Saint-Marcel-lès-Annonay possède des armoiries dont l'origine et le blasonnement exact ne sont pas disponibles. |

## Personnalités liées à la commune
- Auguste de Montgolfier (1828-1899), industriel et homme politique né et décédé à Saint-Marcel-lès-Annonay, maire de Saint-Marcel-lès-Annonay, député de l'Ardèche.
- Émile de Montgolfier (1842-1896), photographe né à Saint-Marcel-les-Annonay.